# Drniš
Drniš (wł. Dernis, niem. Dernisch) – miasto w Chorwacji, w żupanii szybenicko-knińskiej. Leży w Dalmacji. W 2011 roku liczył 3144 mieszkańców.

## Charakterystyka
Drniš jest położony w Zagorze, będącej częścią Dalmacji, w zachodniej części Petrovego polja, na wysokości 304 m n.p.m., 47 km na północny wschód od Szybenika i 24 km na południe od Knina, nad rzeką Čikolą.
Przebiega przezeń linia kolejowa Split – Knin – Zagrzeb. Miejscowa gospodarka oparta jest na przemyśle (metalowym, budowlanym, tworzyw sztucznych).

## Historia
Pierwsza historyczna wzmianka o Drnišu pochodzi z 1494 roku. Pod rządami osmańskimi (od 1522 roku) wzniesiono w nim fortecę. Stanowił strategiczny punkt z punktu widzenia handlu i wojskowości. Wiodły przezeń szlaki handlowe komunikujące wybrzeże z regionem Ravni kotari. W 1683 roku został podbity przez Republikę Wenecką.
W latach 1991–1995, w trakcie wojny w Chorwacji, Drniš był kontrolowany przez siły serbskie.